# ویلیام مکسول (بازیکن فوتبال)
ویلیام مکسول (انگلیسی: William Maxwell؛ ۲۱ سپتامبر ۱۸۷۶ – ۱۴ ژوئیهٔ ۱۹۴۰) بازیکن و مربی فوتبال اهل اسکاتلند بود.
از باشگاه‌هایی که در آن بازی کرده‌است می‌توان به باشگاه فوتبال استوک سیتی، باشگاه فوتبال ساندرلند، باشگاه فوتبال هارت آف میدلوتیان، باشگاه فوتبال میلوال، باشگاه فوتبال بریستول سیتی، و باشگاه فوتبال داندی اشاره کرد.
وی به‌عنوان سرمربی با تیم ملی فوتبال بلژیک به قهرمانی بازی‌های المپیک تابستانی ۱۹۲۰ دست پیدا کرده‌است.